# Full Auto
Full Auto est un jeu vidéo sorti sur Xbox 360 en 2006 et édité par Sega. Sur PC, le jeu est développé par Pseudo Interactive. Il s'agit d'un jeu de combat motorisé proposant des environnements destructibles et (dans certaines courses) un mode appelé "Unwreck" qui rembobine le temps si le joueur fait une erreur et veut réessayer. Le nom du jeu est un jeu de mots avec le mot full auto et automobile, faisant ainsi référence aux armes montées sur les voitures contrôlées par le joueur. Le jeu a été supprimé du service Jeux à la demande du Xbox Marketplace en août 2012.
En 2007, une suite nommée Full Auto 2 : Battlelines est sortie exclusivement sur PlayStation 3 et PlayStation Portable.

## Véhicules
Dans Full Auto, il existe quatre catégories de véhicules. Chacun a ses propres capacités, forces et faiblesses. Il y a les véhicules de catégorie A, qui sont plus rapides, mais ont moins de résistance que les autres véhicules. La catégorie B regroupe les véhicules ayant des statiques moyennes, mais équilibrées. Ils ont une bonne vitesse et une résistance correcte. Les véhicules lents et très résistants appartiennent à la catégorie C . Une quatrième catégorie, la catégorie S est considéré comme la catégorie "ultime" du jeu. Les véhicules regroupés sous cette catégorie sont des véhicules très puissants, rapides et endurants. À noter que dans le mode multijoueur en ligne, tous les joueurs, quel que soit leur avancé dans le mode solo, ont accès à tous les véhicules de la catégorie choisie par l'hôte. Cependant, les armes modifiables ne sont pas autorisées en ligne tant que le joueur ne les a pas débloqué en mode solo.

## Armes
Les armes de Full Auto sont montées sur les véhicules et disposent de munitions illimitées. Elles nécessitent un temps de recharge si elles sont tirées trop rapidement. Les armes deviennent actives après les 10 premières secondes d'une partie.

## Accueil
Le jeu a reçu des critiques "moyennes" selon le site d'agrégation de critiques Metacritic.  Au Japon, Famitsu Xbox 360 lui a donné un score de 30 sur 40. En France, le site Gamekult lui a donné la note de 4/10 en expliquant que le jeu était basique et répétitif. Jeuxvideo.com a donné la note de 12/20 en notant que malgré ses bonnes idées Full Auto aurait dû proposer plus de modes de jeux.
Theo Wells du Times a attribué au jeu quatre étoiles sur cinq, déclarant: "Graphiquement, le niveau de détail des pistes est tout simplement époustouflant par rapport au décor de Burnout. Ce qui reflète la supériorité de la nouvelle Xbox sur l'ancienne."  Michael Donahoe de Maxim lui a également attribué quatre étoiles, en disant: "Une variété de roues et d'armes garantit qu'il y aura beaucoup de destruction, tandis que l'option en ligne donne à ce bolide des kilomètres supplémentaires." Cependant, Jason Hill du Sydney Morning Herald lui a attribué deux étoiles et demie sur cinq, en disant : "Une grande sélection d'événements différents suggère de la variété mais l'action devient vite répétitive. Le principal concurrent de Full Auto, Burnout, offre nettement plus de diversité dans ses défis." 